# Parafia Matki Bożej Ostrobramskiej w South River
Parafia Matki Bożej Ostrobramskiej w South River (ang. St. Mary of Ostrabrama Parish) – parafia rzymskokatolicka położona w South River w stanie New Jersey w Stanach Zjednoczonych.
Jest ona wieloetniczną parafią w diecezji Metuchen, z mszą św. w j. polskim dla polskich imigrantów.
Ustanowiona w 1903 roku i dedykowana Matce Bożej Ostrobramskiej.

## Nabożeństwa w j.polskim
- Niedziela – 12:00